# رمزی یوسف
رمزی یوسف (زادهٔ ۲۷ آوریل ۱۹۶۸) تروریست بین‌المللی اهل پاکستان است که دوران محکومیت حبس ابد خود را در زندان سپری می‌کند. او از عاملان بمب‌گذاری ۱۹۹۳ مرکز تجارت جهانی و بمب‌گذاری پرواز ۴۳۴ فیلیپین ایرلاین است.